# Död zon
Död zon (originaltitel The Dead Zone) är en kanadensisk/amerikansk TV-serie från 2002 som bygger på Stephen Kings roman The Dead Zone. Boken har tidigare filmats i en långfilmsversion av regissören David Cronenberg med Christopher Walken i huvudrollen.
I Sverige sändes serien på TV3 med start 22 november 2003.

## Handling
Läraren Johnny Smith hamnar i långvarig koma i nära sex år efter en svår bilolycka. När han vaknar upp ur koman upptäcker han att han har förmågan att se in i framtiden men även saker som redan har hänt. Huvudrollen spelas av Anthony Michael Hall.